# Frente Electoral Independiente
El Frente Electoral Independiente (también conocido por sus siglas; FEI) fue un partido político venezolano de extrema derecha, formado en 1951 durante la Administración de Germán Suárez Flamerich con la finalidad de organizar la candidatura presidencial de Pérez Jiménez para las elecciones de 1952. Durante su existencia estuvo presidido por el General Marcos Pérez Jiménez y que gozó de plenas libertades durante la dictadura militar. Fue considerado como parte de la fachada electoral o democrática de la dictadura de aquellos años.

## Fundación
El FEI fue constituido el 20 de junio de 1951 por los partidarios del gobierno a cargo de la Junta Militar que había tomado el poder tras el golpe de Estado en Venezuela de 1948 y funcionarios del gobierno como Pedro Gutiérrez Alfaro.

## Constituyente

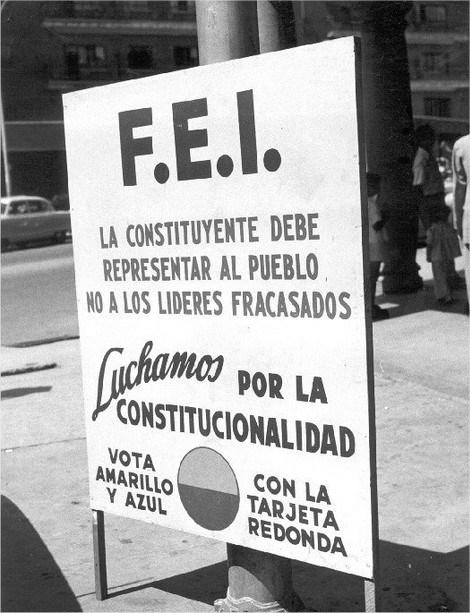
Campaña del FEI en la constituyente de 1952.

Con miras a las elecciones para una Asamblea Nacional Constituyente a efectuarse el 30 de noviembre de 1952, el FEI participó junto con Copei y la Unión Republicana Democrática (URD), dado que Acción Democrática y el Partido Comunista de Venezuela habían sido ilegalizados.

### Resultados

Composición de la Asamblea Nacional Constituyente de 1952, el azul representa al FEI

Los resultados preliminares arrojaron una victoria contundente de URD con 1.198.000 votos, con el FEI logrando 403.000, y COPEI 306.000. Al saber esto, el gobierno suspendió los comicios y desconoció los resultados. Los miembros del Consejo Supremo Electoral se retiraron en protesta. El 2 de diciembre, Pérez Jiménez proclamó al FEI como ganador en las elecciones, y se designó a sí mismo como Presidente constitucional.

## Dictadura militar
El 19 de abril de 1953, Marcos Pérez Jiménez realizó su toma de posesión, acto en el que anunció frente a todos los parlamentarios, su doctrina del Nuevo Ideal Nacional, influenciada por el militarismo, la nueva noción de defensa nacional y una concepción geopolítica. El FEI fue el único partido con libertades políticas plenas hasta el derrocamiento de Pérez Jiménez el 23 de enero de 1958.